# Chathamsothöna
Chathamsothöna (Fulica chathamensis) är en förhistorisk utdöd fågel i familjen rallar. 

## Systematik
Den var endemisk för Chathamöarna utanför Nya Zeeland. Fågeln beskrevs från subfossila lämningar 1892. Chathamsothönan och den nära besläktade maorisothönan (F. prisca) har bestämts vara sothöns utifrån släktestypiskt utseende på bäckenet och överarmsbenet. Det har tidigare rått delade meningar huruvida de är en och samma art eller olika arter. Vid ett tillfälle föreslogs ett eget släkte för dessa två taxon, Nesophalaris. En genomgång av Trevor Worthy and Richard Holdaway 2002 rekommenderar att de betraktas som skilda arter.

## Utseende
Chathamsothönan var en mycket stor sothöna, något större än maorisothönan med sina 40 cm i längd och en vikt på hela 1,9 kg. Bortsett från en oproportioneligt lång hals liksom långa ben och tår är den i övrigt lik andra sothönearter. Stora saltkörtklar indikerar att den levde i brackvattenslagunen Te Whanga. 

## Utdöende
Eftersom den är rikligt förekommande i kökkenmöddingar tros den ha ätits och jakt är därför troligen huvudorsaken till dess utdöende.